# Planica

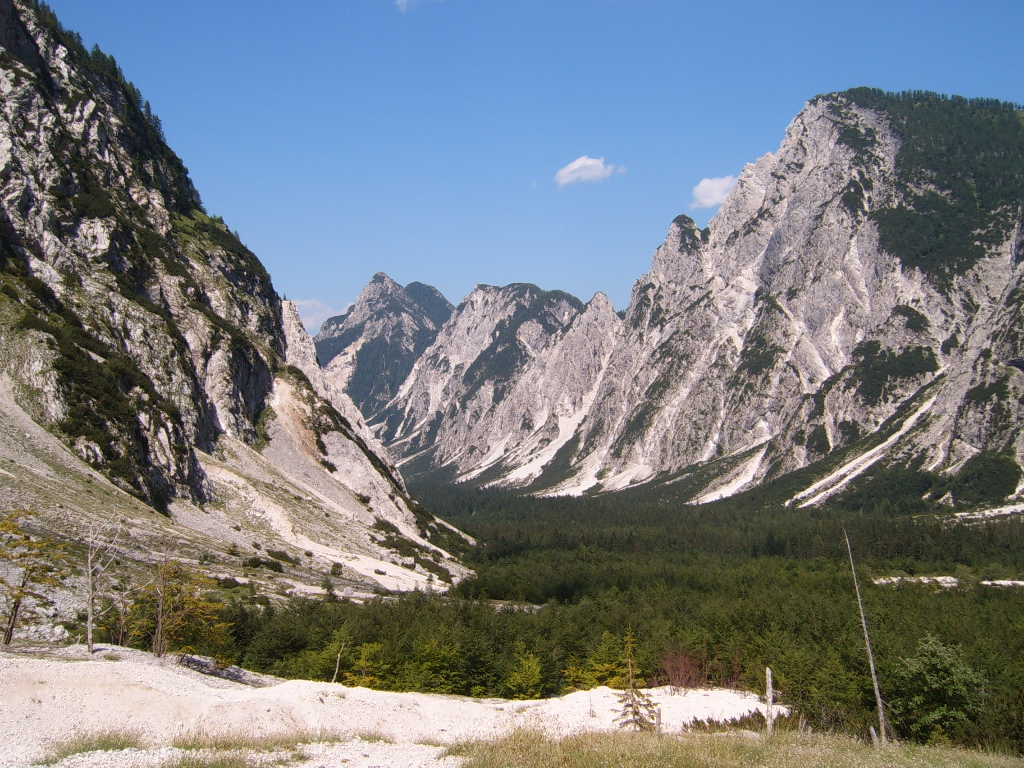
Vale de Planica.

Planica é um vale alpino localizado no noroeste da Eslovênia,, que se estende ao sul do vilarejo fronteiriço de Rateče, não muito longe de outra estação de esqui bem conhecida, a de Kranjska Gora. Mais ao sul, o vale se estende no vale de Tamar, um destino popular na excursão do Parque Nacional de Triglav.
Planica é famoso pelo salto de esqui. A primeira colina de salto de esqui foi construída antes de 1930 na encosta do monte Ponca. Em 1934, Stanko Bloudek construiu uma colina ainda maior, conhecida como o "Gigante Bloudek". O primeiro salto de esqui de mais de 100 metros foi realizado em Planica em 1936 pelo austríaco Sepp Bradl. Então, se tratava da colina de salto mais grande do mundo, às vezes chamada de "mãe de todas as montanhas de salto".